# Euproops
Euproops is een geslacht van degenkrabben, dat leefde van het Devoon tot het Carboon.

## Beschrijving
De voorzijde van deze 4 cm lange degenkrab lag verscholen onder een schildvormige carapax met twee eenvoudige ogen. Het oppervlak werd door twee opzichtige ribbels verdeeld in een middenstuk en twee zijstukken. Het abdomen was samengesteld uit 7 met elkaar vergroeide segmenten, die aan de rand met stekels waren bezet. Het laatste segment ging over in een lange scharnierende stekel.